# Papillaria subintegra
Papillaria subintegra är en bladmossart som beskrevs av Jean Édouard Gabriel Narcisse Paris 1897. Papillaria subintegra ingår i släktet Papillaria och familjen Meteoriaceae. Inga underarter finns listade i Catalogue of Life.